# 破折号
破折号（——）表示转变话题或语气、延長声音和解釋要說明的語句等的符号。
中文破折號源自英文的連接號；但直排時易與「丨」混淆，故改為佔兩字位。

## 範例
- 破折號（——）與括號用法不同，破折號引出的解釋說明是正文一部分，括號裡的解釋說明不是正文，只是註釋。

- 行文中解釋說明的語句通常用破折號引出，如：
  - 邁進金黃色的大門，穿過寬闊的風門廳和衣帽廳，就到了大會堂建築的樞紐部分——中央大廳。

- 如果是插在句子中間，可以在前面和後面各用一條破折號表示夾注，如：
  - 蟬的幼蟲初次出現於地面，需要尋求適當的地點——矮樹、籬笆、野草、灌木枝等——脫掉身上的皮。

- 突然轉變話題，如：
  - 「今天好熱啊！——你什麼時候到日本出差？」阿心對剛剛進門的岑仔說。

- 延長聲音，如：
  - 「嗚——」火車開動了。

- 列舉分承事項，如：

| 五行 | ——東方屬木； |
|      | ——南方屬火； |
|      | ——中央屬土； |
|      | ——西方屬金； |
|      | ——北方屬水。 |

## 電腦應用
W3C《中文排版需求书》规定，破折号可用两條U+2014 — EM DASH（顯示如「——」）表示，也可用U+2E3A ⸺ TWO-EM DASH表示。前者为现时网上常用的方法，与后者相比更方便输入。但在某些字體，两个U+2014 — 連用時中間會斷開或長度不足；兩條U+2014 — 或單條U+2E3A ⸺ TWO-EM DASH均可能不垂直居中，而是位於中間偏下，且寬度也並非全寬。
為了方便，有些人會用兩條全形連字暨減號「－」（U+FF0D，Hyphen-minus）来代替破折号（顯示如「－－」），或以兩條破折引號「―」（U+2015，Horizontal bar）（顯示如「――」）又或兩條水平劃線符號「─」（U+2500，Box Drawing Light Horizontal）替代（顯示如「──」）。GB 2312编码对于其中的“半破折号”字符，有U+2014 — 和U+2015 ― 两种定义。
| 兩條「一」字（U+4E00）         | 一一 | 兩字寬、中間斷開、垂直居中、漢字、有襯線               |
| 兩條全形連字號曁減號（U+FF0D） | －－ | 兩字寬、中間斷開、垂直居中、標點、無襯線               |
| 兩條em dash（U+2014）          | ——   | 不一定兩字寬、中間或斷開、不一定垂直居中、標點、無襯線 |
| 兩條破折引號（U+2015）         | ――   | 不一定兩字寬、中間或斷開、不一定垂直居中、標點、無襯線 |
| 兩條水平劃線符號（U+2500）         | ──   | 兩字寬且撐滿、中間不斷開、垂直居中、製表符、無襯線     |
| 單條two-em Dash（U+2E3A）      | ⸺    | 不一定兩字寬、中間不斷開、不一定垂直居中、標點、無襯線 |

另有用於直排之「︱」（直排破折號，U+FE31，PRESENTATION FOR VERTICAL EM DASH）。

### 輸入方法
簡體中文常用输入法中文破折號相對應按鍵一般是⇧ Shift+-，會得出兩條連續的em dash「—」（U+2014）。
繁體中文常用输入法並無與中文破折號相對應按鍵。倉頡輸入法「ZXAY」會得出一條em dash「—」（U+2014）；速成輸入法中輸入「ZY」也可在候選字表中選擇同樣的符號。